# Menstruationsextraktion

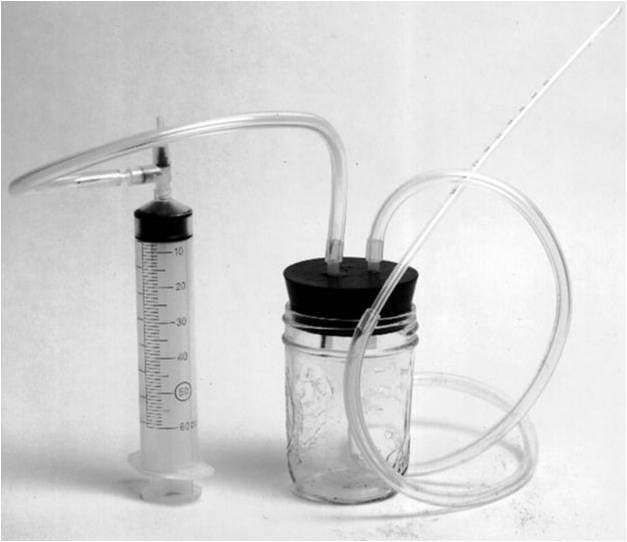
Menstruationsextraktions-Kit Del-Em, von Lorraine Rothman 1971 entwickelt

Menstruationsextraktion ist eine Form der Vakuumaspiration, die verwendet wird, um die Gebärmutter durch Absaugen zu entleeren. Im Gegensatz zu anderen Formen der Vakuumabsaugung wird sie als ein Weg verwendet, die gesamte Menstruation auf einmal zu durchlaufen, und ist eine Möglichkeit, eine Abtreibung durchzuführen, ohne ärztliche Hilfe oder eine rechtliche Genehmigung zu benötigen. In einigen Ländern, in denen Schwangerschaftsabbrüche illegal sind, wie zum Beispiel in Bangladesch, werden die Bezeichnungen „Menstruationsregulation“ oder „Menstruationsextraktion“ als Euphemismen für Schwangerschaftsabbrüche verwendet. In den USA wurde sie von 1970 bis 1975 praktiziert, und zumindest bis in die 1990er Jahre in Bangladesch. In den USA nahm die Verwendung der Menstruationsextraktion nach Roe v. Wade ab. Seit den 2010er Jahren nimmt der Einsatz der Menstruationsextraktion in den USA aufgrund einer sinkenden Verfügbarkeit ärztlich durchgeführter Abtreibungen zu.